# Josef Svoboda (fotbalista)
Josef Svoboda (2. února 1899 – 14. května 1939) byl český fotbalista, záložník, dlouholetý kapitán týmu SK Pardubice za který odehrál více než 500 utkání.

## Sportovní kariéra
Josef Svoboda začal svou fotbalovou kariéru v pražském týmu Viktorie Vinohrady, odkud v roce 1921 zamířil do Pardubic. K prvnímu utkání tento střední záložník vyběhl v pardubickém dresu v únoru 1921, hned při premiéře se podílel na výhře nad rakouským Slovanem Vídeň. Po dvou letech se stal kapitánem týmu i jeho největší hvězdou, pozvání do různých výběrů na sebe nedala dlouho čekat.
SK Pardubice byl v těch letech jedním z nejlepších klubů českého venkova, na jeho stadionu na Olšinkách prohrávaly i přední české týmy. Významným úspěchem bylo v roce 1928 vítězství v Poháru svobody, soutěže k 10. výročí samostatnosti ČSR, kterou vzal pod záštitu ministr národní obrany František Udržal. Ve finále SK Pardubice přehrál SK Židenice po výsledcích 3:0 venku a drtivých 8:0 doma…
Josef Svoboda nikdy neoblékl dres reprezentačního A-týmu, na jeho postu byla konkurence obrovská a kraloval na něm slavný sparťanský záložník Karel Pešek-Káďa. Pamatovali na něj ale stavitelé amatérské reprezentace, tedy jakéhosi B-týmu. Ti ho často povolávali k zápasům a pardubický hráč navlékal i tady kapitánskou pásku. A v roce 1926 ho noviny opěvovaly za to, že při výhře 2:1 nad Německem vstřelil rozhodující branku, naposledy nastoupil za amatérský výběr v září 1929 proti Rakousku.
V roce 1930 nastoupil Josef Svoboda k 500. utkání za SK Pardubice a oslava to byla velkolepá, protože v tomto utkání domácí porazili pražskou Spartu 3:2. V roce 1931 přestoupil a závěr kariéry tak odehrál v dresu AFK Chrudim. Zemřel ve věku 40 let v Pardubicích. Jeho manželkou byla Sylva Svobodová, za svobodna Ruleová, bývalá atletka a hráčka házené v klubu SK Pardubice, sestra Svobodova spoluhráče Oty Ruleho.